# Robert Solow
Robert Merton Solow (Brooklyn (New York), 23 augustus 1924 – Lexington (Massachusetts), 21 december 2023) was een Amerikaanse econoom.

## Loopbaan
Solow is vooral bekend omwille van zijn werk over economische groei. Het Solow-model (1956) domineerde het denken over de economische groei van midden jaren 50 tot midden jaren 80. De gebreken van dit model hebben echter midden jaren 80 geleid tot de ontwikkeling van de moderne groeitheorie.
Solow ontving in 1987 de prijs van de Zweedse Rijksbank voor economie voor zijn bijdrage aan de theorie over economische groei.
Solow overleed op 21 december 2023 op 99-jarige leeftijd.
1969: Frisch, Tinbergen ·
1970 : Samuelson ·
1971: Kuznets ·
1972: Hicks, Arrow ·
1973: Leontief ·
1974: Myrdal, Hayek ·
1975: Kantorovitsj, Koopmans ·
1976: Friedman ·
1977: Ohlin, Meade ·
1978: Simon ·
1979: Schultz, Lewis ·
1980: Klein ·
1981: Tobin ·
1982: Stigler ·
1983: Debreu ·
1984: Stone ·
1985: Modigliani ·
1986: Buchanan ·
1987: Solow ·
1988: Allais ·
1989: Haavelmo ·
1990: Markowitz, Miller, Sharpe ·
1991: Coase ·
1992: Becker ·
1993: Fogel, North ·
1994: Harsanyi, Nash, Selten ·
1995: Lucas ·
1996: Mirrlees, Vickrey ·
1997: Merton, Scholes ·
1998: Sen ·
1999: Mundell ·
2000: Heckman, McFadden ·
2001: Akerlof, Spence, Stiglitz ·
2002: Kahneman, Smith ·
2003: Engle, Granger ·
2004: Kydland, Prescott ·
2005: Aumann, Schelling ·
2006: Phelps ·
2007: Hurwicz, Maskin, Myerson ·
2008: Krugman ·
2009: Ostrom, Williamson ·
2010: Diamond, Mortensen, Pissarides ·
2011: Sims, Sargent ·
2012: Roth, Shapley  ·
2013: Fama, Hansen, Shiller  ·
2014: Tirole  ·
2015: Deaton  ·
2016: Hart, Holmström ·
2017: Thaler ·
2018: Nordhaus, Romer ·
2019: Banerjee, Duflo, Kremer ·
2020: Milgrom, Wilson ·
2021: Imbens, Angrist, Card ·
2022: Bernanke, Diamond, Dybvig ·
2023: Goldin ·
2024: Acemoglu, Johnson, Robinson
- Bibsys: 90226498
- Biblioteca Nacional de España: XX1126086
- Bibliothèque nationale de France: cb12173977v (data)
- Catàleg d'autoritats de noms i títols de Catalunya: 981058515019206706
- CiNii: DA00979282
- Gemeinsame Normdatei: 118994204
- International Standard Name Identifier: 0000 0001 1081 2414
- Library of Congress Control Number: n50013075
- Nationale Bibliotheek van Letland: 000028409
- Mathematics Genealogy Project: 46610
- Bibliotheek van het Japanse parlement: 00457147
- Nationale Bibliotheek van Tsjechië: jn20020723137
- Nationale bibliotheek van Australië: 35512103
- Nationale Bibliotheek van Israël: 987007268409405171
- Nationale Bibliotheek van Polen: a0000001280444
- Nationale en Universitaire bibliotheek Zagreb: 000096532
- Nederlandse Thesaurus van Auteursnamen: 071669302
- Réseau des bibliothèques de Suisse occidentale: 02-A003848017
- LIBRIS: 322984
- SNAC: w6sw3dts
- Système universitaire de documentation: 033370311
- Trove: 979977
- Virtual International Authority File: 108671555
- WorldCat: E39PBJktq9dHmHQVxvqmvKcwYP